# V&A Dundee
Le V&A Dundee est un musée consacré au design à Dundee, en Écosse.
Abrité dans un bâtiment conçu par l'architecte Kengo Kuma, le musée a ouvert ses portes le 15 septembre 2018.
Il est le premier musée de ce type en Écosse et le premier Victoria and Albert Museum (V&A) en dehors de Londres.